# Glaciar Quelccaya
El glaciar Quelccaya, también llamado Capa de Hielo Quelccaya o Campo de Hielo Quelccaya, es un glaciar tropical localizado en el sureste del Perú, en la cordillera de Vilcanota, una prolongación de la cordillera Oriental de los Andes. En 2004, tenía una longitud que superaba los 17 km, una superficie de 44 km² y una capa de hielo de más de 200 m de espesor, lo que lo convierte en el glaciar más extenso de toda la zona tropical del mundo. El lomo más alto del glaciar se encuentra a 5650 m s. n. m. y las lenguas terminales fluctúan entre los 4900 y 5100 m s. n. m.
El cambio climático está ocasionando un retroceso y disminución del nivel de la lengua principal del glaciar Quelccaya, lo que deja descubierta la faja de roca y detritos. Las pequeñas lagunas alrededor del glaciar también son prueba de la disminución, ya que ocupan depresiones abandonadas por el glaciar en retroceso.

## Acceso
El acceso al pie del glaciar es por medio de vehículos y mulas. Estas últimas se pueden alquilar a los habitantes de los poblados de la zona. El acceso se efectúa desde la ciudad del Cusco a Sicuani por carretera; de Sicuani hasta el pueblo Santa Bárbara, en camioneta. En adelante el camino hacia el glaciar se hace caminando dos días de 8 horas en acemiladas por un camino de herradura regular.

## Geomorfología
El glaciar Quelccaya presenta una superficie glaciar aborregada con morrenas de fondo y laterales bien conservadas, valles en forma de U y estrías glaciares en las rocas volcánicas, todo ello producto de una intensa glaciación en épocas pasadas.
Al suroeste del glaciar, en el valle del río Huancané, se observan 3 morrenas terminales, conocidas como Huancané I, II y III, de acuerdo a su edad. Estas morrenas yacen dentro de los primeros 10 kilómetros a partir del borde del hielo; más allá existe una extensa y complicada serie de morrenas. Las morrenas terminales antiguas se hallan valle abajo de Marcapatilla y abarcan varios kilómetros de longitud, mientras que las recientes se circunscriben al glaciar. No existen morrenas definidas cerca a los hielos marginales, posiblemente debido a la poca acción erosiva del glaciar durante los últimos periodos. En las morrenas del valle de Huancané se han encontrado vestigios de depósitos de turba.
En general el glaciar tiene una geomorfología uniforme, presentando una zona de acumulación bien definida que está sobre los 5200 m s. n. m., circunscribiéndose la zona de ablación a la zona marginal del glaciar. En las zonas sudeste y sudoeste se observan grietas donde son visibles las estribaciones del hielo de periodos anteriores. Se observan pocas, limitándose estas a los bordes del glaciar.

## Lenguas glaciares
Se han observado dos tipos de lenguas glaciares: glaciares de valle y glaciares colgados. Entre los primeros se tiene el oeste del domo norte, con morrenas laterales bien definidas y con oquedades al final de la lengua donde se van formando pequeñas lagunas; la pendiente del glaciar es suave con una longitud estimada de dos kilómetros.  Los glaciares colgados son también comunes en los bordes de la capa de hielo, donde la pendiente es abrupta; aquí se producen muy pocas avalanchas, lo que indica el escaso movimiento glaciar. 

## Hidrología
Las aguas de fusión del glaciar Quelccaya alimentan muchos ríos que descienden de las pronunciadas laderas del nevado, entre ellos a los ríos Macapatilla-Santa Bárbara, cuyas aguas drenan hacia el río Vilcanota, al norte de Sicuani. 

## Fauna y flora
Entre los escasos auquénidos que existen en la zona cercana al glaciar se encuentran vicuñas, llamas y alpacas que el habitante de la región pastorea, así como también ovinos. La vegetación en el área es pobre, el ichu, gramínea que tiene un desarrollo en latitudes similares en otras cordilleras, es escaso en esta región. 

## Estudios científicos

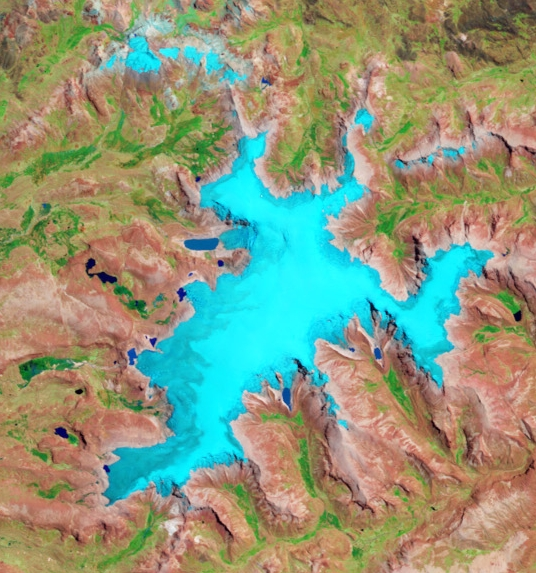
Extensión del glaciar Quelccaya (2010).

De 1974 a 1984, el glaciar Quelccaya ha sido intensamente estudiado por la Universidad Estatal de Ohio, en cooperación con las instituciones peruanas, con el fin de determinar investigaciones paleoclimáticas. Lonnie Thompson y su equipo de investigación han perforado núcleos de hielo en el Quelccaya de 164 m y 154 m de longitud, que se remontan a casi 2000 años y las han usado para estudiar los cambios en las condiciones atmosféricas durante este período.
En estas muestras, la proporción de isótopos de oxígeno, oxígeno-18, ha aumentado abruptamente en los últimos 50 años, un indicador del calentamiento regional. A medida que la capa de hielo está retrocediendo, se pone en manifiesto casi perfectamente conservado, especímenes de plantas fosilizados que se han fechado en 5.200 años a. C., lo que indica que ya han pasado más de 50 siglos, desde que la capa de hielo era más pequeña de lo que es hoy en día.
Los núcleos de hielo obtenidos del glaciar de Fremont en el estado de Wyoming (Estados Unidos) muestran un perfil de isótopos de oxígeno similar a la de los núcleos de hielo del Quelccaya, al final de la Pequeña Edad de Hielo, un período de temperaturas muy frías entre los años 1550 y 1850. Las alteraciones repentinas en la proporción de isótopos de oxígeno en las muestras de núcleos de hielo de estos dos glaciares, que están a gran distancia el uno del otro, demuestran evidencia de un cambio climático repentino global en las regiones de latitudes medias del planeta en la actualidad.